# Baioulos
Le baioulos (en grec : βαΐουλος) est un terme utilisé dans l'Empire byzantin pour se référer au précepteur ou au tuteur des princes impériaux. Seuls quelques détenteurs sont connus mais du fait de la proximité dont ils jouissent avec le pouvoir, plusieurs sont des dignitaires majeurs de leur temps. 

## Histoire
Le terme dérive du latin baiulus qui signifie « porteur » et dont le sens évolue vers celui de percepteur. Au XIIe siècle, le théologien Théodore Balsamon affirme qu'il vient de baïon (branche, feuille), se référant à l'image du précepteur qui supervise la maturation de jeunes esprits. C'est un terme d'usage spécifiquement byzantin, absent du vocabulaire grec moderne. 
Le terme est appliqué aux tuteurs et précepteurs des princes impériaux. Comme l'écrit Vitalien Laurent, il n'a pas seulement la charge de leur instruction mais il doit s'assurer qu'ils disposent des aptitudes physiques et psychiques pour devenir adultes. Du fait de cette position, le baioulos est à proximité directe de l'empereur et de famille, ce qui peut lui conférer une influence politique. Ainsi, deux des détenteurs connus, Antiochus au Ve siècle et Basile Lécapène au Xe siècle, deviennent ministres en chef de leur ancien élève. D'autres sont aussi connus pour leur rôle politique. Basile Lécapène va jusqu'à recevoir le titre de megas baioulos (grand précepteur), ce qui impliquerait l'existence, sous sa supervision, de plusieurs baiouloi.
En dépit de son importance, le titre n'apparaît pas dans les listes des offices avant le XIVe siècle et le Livre des offices de Pseudo-Kodinos, sans que son classement dans la hiérarchie des fonctions ne soit pas connu. L'appendice de l'Hexabiblos et la liste de Matthieu Blastarès place le baioulos à la 18e place, après le parakimomène et avant le curopalate. Selon Ernst Stein, le baioulos est remplacé par le tatas tes aules mais Vitalien Laurent rejette cette hypothèse.

## Détenteurs connus
| Nom               | Date                                 | Notes | Références           |
| ----------------- | ------------------------------------ | --- | -------------------- |
| Antiochus         | Vers 400                             | Envoyé par l'empereur des Sassanides pour servir de tuteur au futur Théodose II, dont il devient le principal ministre. Le titre de baioulos lui est probablement donné de manière anachronique par des historiens du IXe siècle.                                                                                      | [ 7 ]                |
| Etienne           | Vers 580/590                         | Tuteur de Théodose, fils de l'empereur Maurice. Le titre est utilisé en tant que traduction grecque d'un texte en syriaque et serait là encore anachronique. | [ 8 ]                |
| Jean Pikridios    | c. 789–790                           | Protospathaire et baioulos de Constantin VI. Il est torturé, tonsuré et exilé en Sicile par la régente Irène l'Athénienne en 789. Il est rappelé quand Constantin VI prend les rênes de l'Empire en 790. Il s'agit probablement du fondateur du monastère ta Pikridiou à Constantinople.                               | ,                    |
| Grégoire          | c. 873/75–885                        | Primikerios et protospathaire, il est stratège en Italie du Sud et combat les Musulmans. En 876, il prend Bari et il est le destinataire de quatre lettres du pape Jean VIII, qui l'appelle à l'aide contre les Arabes.                                                                                                | ,                    |
| Manuel l'Arménien | c. 842/43                            | Général réputé sous le règne de Théophile, il est l'un des principaux dignitaires dans les premières années du règne de Michel III. Rival de Théoctiste, il sort perdant et disparaît de la scène politique. Un sceau de l'époque présente les titres de patrice, protospathaire, magistros et baioulos de l'empereur. | ,                    |
| Serge             | fin du IXe siècle/début du Xe siècle | Uniquement connu au travers d'un sceau portant les titres de primikerios, protospathaire et baioulos. | [ 12 ]               |
| Basile Lécapène   | c. 944/47                            | Fils bâtard de l'empereur Romain Ier Lécapène, il devient megas baioulos puis parakimomène et agit comme chef du gouvernement impérial entre 947 et 985, sous Constantin VII, Nicéphore II Phocas, Jean Ier Tzimiskès et Basile II.                                                                                    | [ 13 ] [ 14 ] [ 15 ] |
| Léon de Maralda   | c. 1019                              | Uniquement connu comme l'un des dignitaires envoyés par Troia auprès de Basile Boioannès en 1019. Néanmoins, le titre qui lui est prêté de baiulus pourrait être une erreur, une mauvaise retranscription ou un simple titre aulique.                                                                                  | [ 16 ] [ 17 ]        |
| Anonyme           | c. 1230                              | Tuteur anonyme de l'empereur Théodore II Lascaris. | [ 3 ]                |